# Gablingen
Gablingen è un comune tedesco di 4 734 abitanti, situato nel land della Baviera.